# زشک (طرقبه شاندیز)
زُشک روستایی در بخش شاندیز شهرستان طرقبه شاندیز استان خراسان رضوی ایران است. بر مبنای آخرین داده های سیستم اطلاعات جغرافیایی بیشترین درازای روستای زشک ۱ کیلومتر و ۳۰۰ متر است.

## جمعیت
بر پایه سرشماری عمومی نفوس و مسکن در سال ۱۳۹۵ جمعیت این روستا ۱٬۸۳۶ نفر (در ۵۸۲ خانوار) بوده است.